# Proiphys cunninghamii
Proiphys cunninghamii là một loài thực vật có hoa trong họ Amaryllidaceae. Loài này được (Aiton ex Lindl.) Mabb. miêu tả khoa học đầu tiên năm 1980.